# Aptamer
Aptamere (von lateinisch aptus ‚passen‘ und griechisch meros ‚Teil‘) sind kurze einzelsträngige DNA- oder RNA-Oligonukleotide (25–70 Basen), die ein spezifisches Molekül über ihre 3D-Struktur binden können. Peptid-Aptamere sind Moleküle mit Peptidstruktur, die typischerweise aus einem konstanten Proteingerüst bestehen, in das eine variable peptidische Sequenz eingefügt ist.

## Beschreibung
Aptamere binden an Proteine, z. B. Wachstumsfaktoren und bakterielle Gifte, niedermolekulare Stoffe, wie Aminosäuren und Antibiotika, und auch an Viruspartikel. Aptamere haben Dissoziationskonstanten im pico- bis nanomolaren Bereich. Sie binden demnach an ihre Zielmoleküle ähnlich stark wie Antikörper. Diese hohe Affinität wird erreicht, indem sich die 3D-Struktur des Oligonukleotides genau um den Bindungspartner herumfaltet („adaptive Bindung“). Die wichtigsten Interaktionen neben der Passgenauigkeit sind elektrostatische Wechselwirkungen und Wasserstoffbrücken.
Aptamere werden künstlich (in vitro), nach dem Kriterium einer möglichst hohen spezifischen Bindungsaffinität hergestellt. Dazu erstellt man große Zufallsbibliotheken von Oligonukleotiden unterschiedlicher Basenabfolge, in einer Größenordnung von 1014 bis 1015 verschiedenen Sequenzen pro µmol. (Bei einer Oligonukleotidlänge von 40 bis 70 Basen wären deutlich mehr Variationen möglich, bis zu 1042, aber solche Mengen sind nicht herstellbar). Aus diesen Sequenzen werden über die „systematische Evolution von Liganden durch exponentielle Anreicherung“ (englisch selection of ligands by exponential enrichment, SELEX®) diejenigen herausgefiltert, die das gewünschte Molekül am stärksten binden. Die Aptamer-Kandidaten werden mit immobilisierten Liganden vermischt und die nicht gebundenen weggewaschen. Zurück bleiben Kandidaten, die eine hohe Affinität für das Zielmolekül besitzen. Diese vermehrt man über PCR und beginnt einen neuen Zyklus von Bindung und Wegwaschen der schwächer gebundenen Kandidaten. Nach mehreren Durchgängen erhält man ein oder zwei Oligonukleotide, die als Aptamere bezeichnet werden.
Aptamere vereinen die günstigen Eigenschaften von kleinen Molekülen und Antikörpern. Zu diesen Eigenschaften gehören unter anderem
- hohe Spezifität und Affinität
- chemische Stabilität
- niedrige Immunogenität
- die Fähigkeit der gezielten Beeinflussung von Protein-Protein-Interaktionen

Im Gegensatz zu monoklonalen Antikörpern werden Aptamere chemisch synthetisiert und nicht biologisch exprimiert, was einen erheblichen Kostenvorteil bei ihrer Synthese darstellt. Bei der Synthese können vielfältige Modifikationen, wie beispielsweise der Einbau von Fluoreszenz-Reportermolekülen oder Affinitätstags, vorgenommen werden. Wird ein Aptamer mit Polyethylenglykol (PEG) konjugiert, kann z. B. verhindert werden, dass die ursprünglich sehr kleinen Moleküle zu schnell über die Niere filtriert oder ausgeschieden werden. Dadurch lässt sich die Eliminationshalbwertszeit vom Minutenbereich zu Stunden deutlich erhöhen. Die enzymatische Stabilität von Aptameren lässt sich zudem durch Verwendung chemisch modifizierter oder stereochemisch spiegelbildlicher Nukleotide (Spiegelmere) verbessern.

## Anwendungen
Durch ihre Fähigkeit, die Funktion einzelner Proteine in der Zelle gezielt auszuschalten, gelten Aptamere als molekulare Werkzeuge. Aptamere finden Verwendung als Therapeutika, in der medizinischen Diagnostik und der Umweltanalytik.

### Onkologie
Insbesondere in der Onkologie sind mit Aptameren Therapieansätze möglich. Zurzeit gibt es keinen auf Aptameren basierenden Wirkstoff für die Krebstherapie. Mehrere klinische Studien wurden jedoch begonnen.

### Altersbedingte Makuladegeneration (AMD)
Im Dezember 2004 wurde in den USA Pegaptanib als Arzneistoff zugelassen, das nach der europaweiten Zulassung im Februar 2006 seit Mai 2006 in Deutschland im Handel ist. Es ist für die Behandlung gegen die feuchte altersbedingte Makula-Degeneration (AMD) zugelassen. Pegaptanib ist ein 27mer RNA-Aptamer, das mit dem Ziel entwickelt wurde, hochspezifisch und mit hoher Affinität an den Wachstumsfaktor VEGF (Vascular Endothelial Growth Factor) zu binden.

### Lebensmittelanalytik
Die Bindungsfähigkeit von Aptameren an Oberflächen bakterieller Zellwände kann zur Anreicherung verwendet werden, um die analytische Nachweisgrenze bei nachfolgenden Analysen zu senken. Gekoppelt mit einer Real Time Quantitative PCR kann dies in der Milchwirtschaft zur Bestimmung der Anzahl von Bacillus-cereus-Sporen Anwendung finden.

### Toxikologie
Aptamerbasierte Schnellteste können in der Notfallmedizin als Bedside-Test Anwendung finden.
Ende 2006 wurde ein auf der Aptamer-Technologie basierender Kokain-Schnelltest vorgestellt.

### Virologie
Weitere Anwendungsmöglichkeiten von Aptameren finden sich im Bereich der Virologie und dort bei der labormedizinischen Diagnostik von viralen Infektionskrankheiten. Die therapeutische Behandlung von Viruserkrankungen mit Hilfe von Aptameren ist ein weiteres Einsatzgebiet, das sich zu großen Teilen noch in der Erforschung befindet. Bisher wurde der Einsatz von Aptameren im Zusammenhang mit folgenden viralen Infektionskrankheiten untersucht: Ebolavirus (EBOV), Herpes-simplex-Viren (HSV), Humane Papillomviren (HPV), Hepatitis-B-Virus (HBV), Hepatitis-C-Virus (HCV), Humanes Immundefizienz-Virus (HIV), Influenza-A-Virus H1N1, Influenza-A-Virus H5N1, Influenzaviren, Tick-borne-Encephalitis-Virus (TBEV), Japanische-Enzephalitis-Virus (JEV), Zika-Virus (ZIKV), Dengue-Virus (DENV), Norovirus (NoV), Coronaviren (CoV), Humanes Respiratorisches Synzytial-Virus (RSV), SARS-CoV, SARS-CoV-2, u. v. m.